# Ségou (Mali)
Ségou (bambara: Segu) – miasto portowe w południowo-zachodnim Mali, nad rzeką Niger, ośrodek administracyjny regionu Ségou. Miasto ciągnie się na odcinku ponad 6 km wzdłuż prawego brzegu rzeki. Ségou zamieszkuje ok. 100 tys. mieszkańców, co czyni je czwartym co do wielkości miastem kraju.

## Historia
Ségou pod koniec XVII wieku rozwinęło się jako stolica historycznego królestwa Bambara, którego największy rozkwit przypadł na XVIII wiek. W 1861 roku zostało zajęte przez tukulerskiego przywódcę dżihadu Al-Hadżdż Umara. W 1890 zostało zajęte przez Francuzów. Od 1932 jest siedzibą francuskiego Ośrodka Systemu Irygacyjnego.

## Gospodarka
Ségou znajduje się na gęsto zaludninym terenie i stanowi ośrodek administracyjny oraz  handlowy dla uprawianych w regionie bawełny, ryżu, prosa, trzciny cukrowej, orzeszków ziemnych, manioku, roślin strączkowych. W mieście znajdują się także zakłady tekstylne. Ponadto w mieście rozwinął się Przemysł włókienniczy oraz spożywczy.

## Miasta partnerskie
- Angoulême
- Richmond (Wirginia)